# Флаг Баии
Флаг бразильского штата Баия — один из официальных символов штата. Был учреждён 11 июня 1960 года.

## История
Флаг создал врач Рамус Диоклетиана, которого вдохновил флаг США. 25 мая 1889 года на заседании Республиканской партии врач предложил этот флаг, в качестве символа штата. На следующий день флаг официально приняли, однако в этом статусе первый раз его подняли 17 ноября 1889 года. 11 июня 1960 года в закон об использовании флага были внесены изменения. Многие вексиллологи обозначают статус флага как де-факто, так как точного его описания в законе до сих пор не существует.

## Символика
Белый треугольник — это масонский символ восстания шахтёров в 1789 году. Синий, белый и красный — цвета Баийской революции 1798 года.